# Antonin Mercié

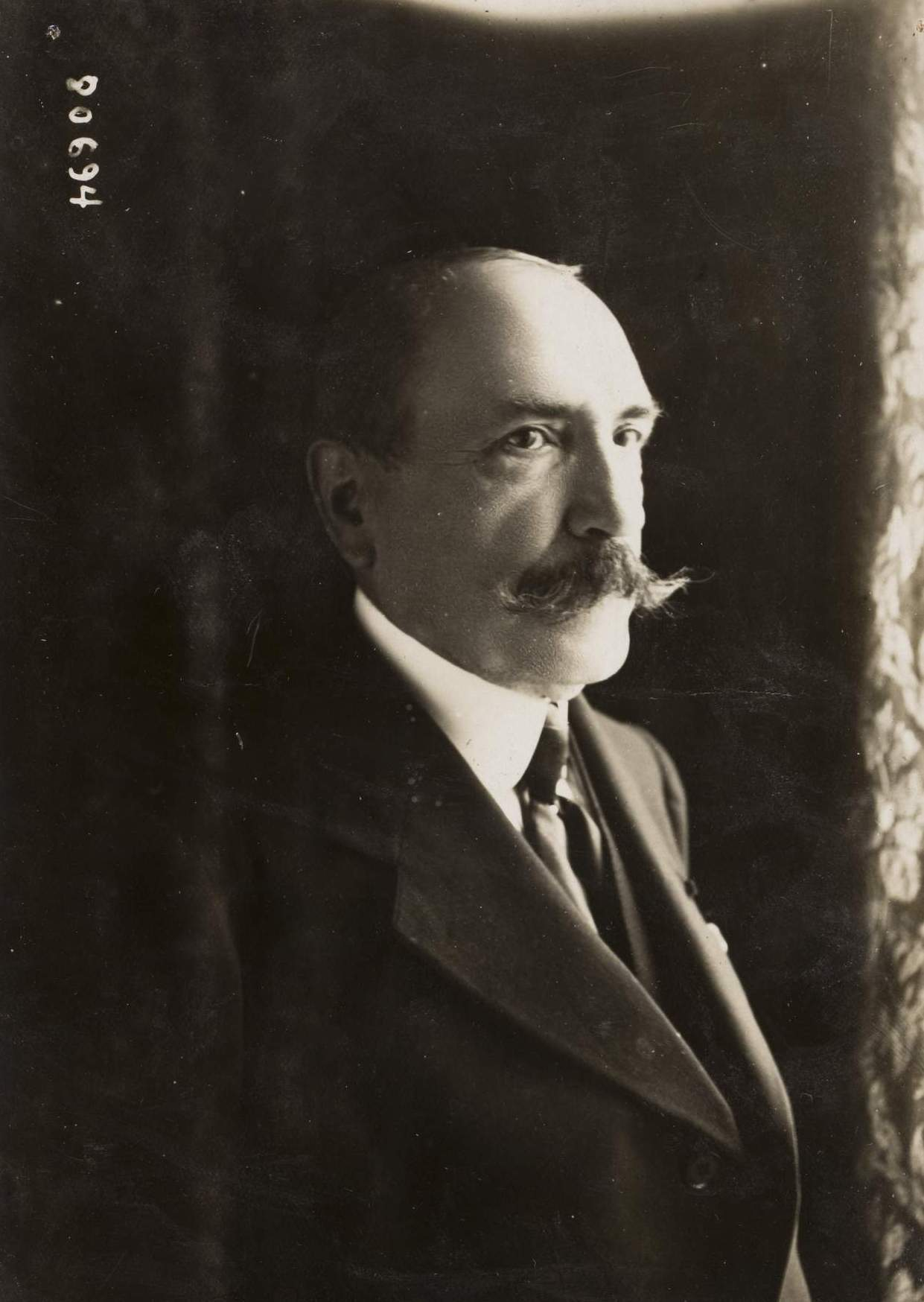
Antonin Mercié

Marius Jean Antonin Mercié (* 30. Oktober 1845 in Toulouse; † 12. Dezember 1916 in Paris) war ein französischer Bildhauer, Medailleur und Maler.

## Leben

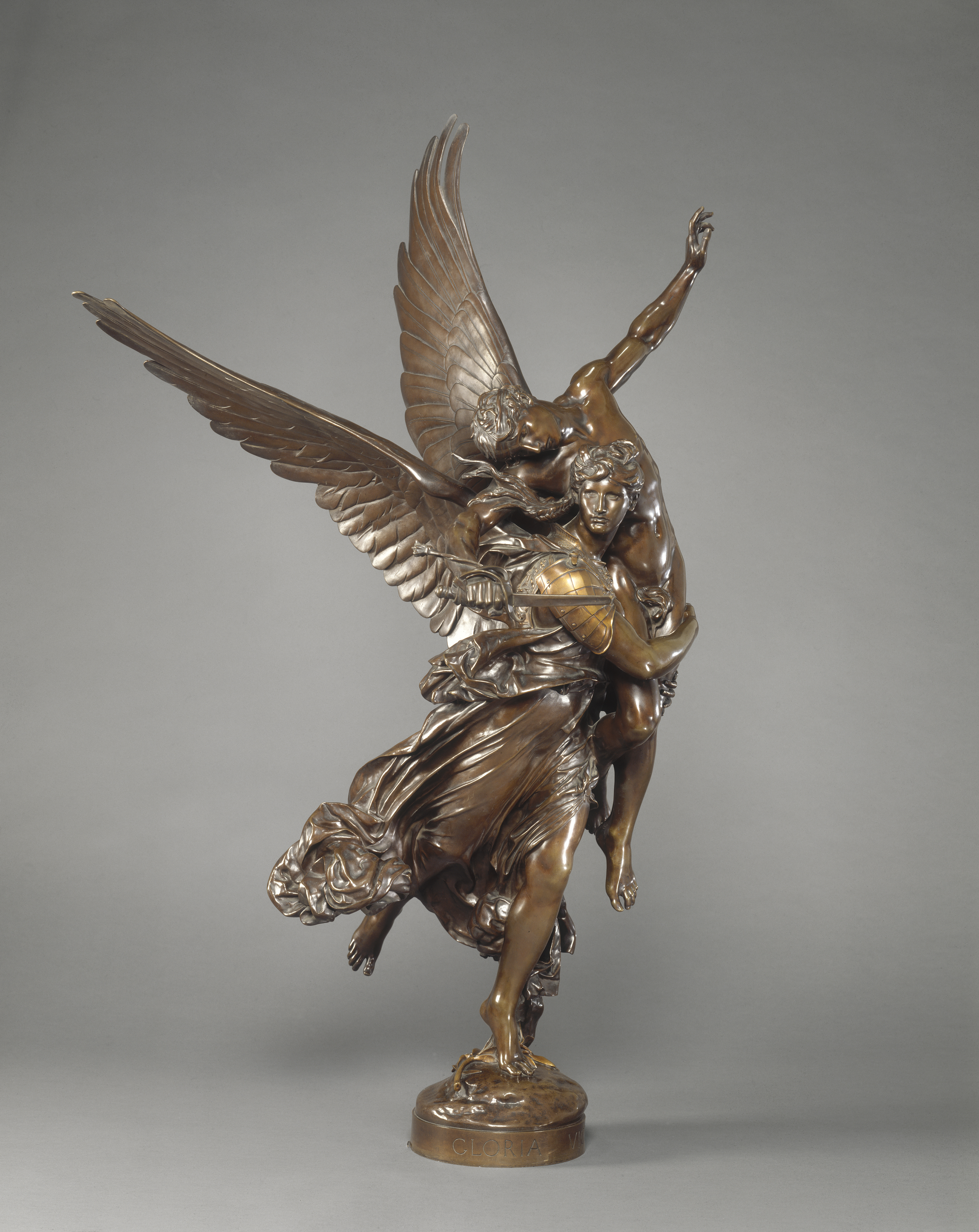
Marius-Jean-Antonin Mercié, Gloria Victis, 1874, Guss nach 1879. National Gallery of Art, Washington D.C.

Antonin Mercié wird 1845 in Toulouse geboren und studiert Bildhauerei an der École des Beaux-Arts in Paris bei François Jouffroy (1806–1882) und Alexandre Falguière (1831–1900). Er debütiert im Salon de Paris mit dem Porträtmedaillon eines jungen Mädchens im selben Jahr, in dem er 1868 den Prix de Rome erhält. Dieses Werk des jungen Künstlers brachte ihm sofort die Anerkennung ein, die ein etablierter Künstler normalerweise erst im Laufe der Zeit erhielt, und markierte den Beginn einer Karriere, die selbst für einen an der École des Beaux-Arts ausgebildeten Profi außergewöhnlich war. Als er seinen David auf dem Salon von 1872 ausstellt, erhält Antonin Mercié das Kreuz der Ehrenlegion und eine Medaille erster Klasse; seine Figur wird angekauft und für das nationale Museum lebender Künstler, das Musée du Luxembourg (heute im Musée d’Orsay, Paris), in Bronze gegossen. Sein nächstes Werk, das Gloria Victis, erregte bei seiner Präsentation großes Aufsehen und wurde sofort gekauft und in mehreren Exemplaren in ganz Frankreich zum Gedenken an die Gefallenen des Deutsch-Französischen Krieges aufgestellt.
Antonin Mercié erhielt die meisten der wichtigsten institutionellen Auszeichnungen seiner Zeit. Er erhielt die höchsten Medaillen der Weltausstellungen, wurde in die Académie des Beaux-Arts gewählt (1889), erhielt eine Professur an der Ecole des Beaux-Arts, wurde zum Großoffizier der Ehrenlegion ernannt und übernahm 1913 den Vorsitz der Société des Artistes Français. Zusammen mit Henri Chapu – dessen Karriere als Kollege, Mitarbeiter und ehemaliger Lehrer an der Ecole eng mit der seinen verbunden ist – und Jules Dalou ist Antonin Mercié einer der erfolgreichsten und prominentesten französischen Bildhauer der Zeit bis zum Ersten Weltkrieg. Er starb 1916 in Paris.

## Werk

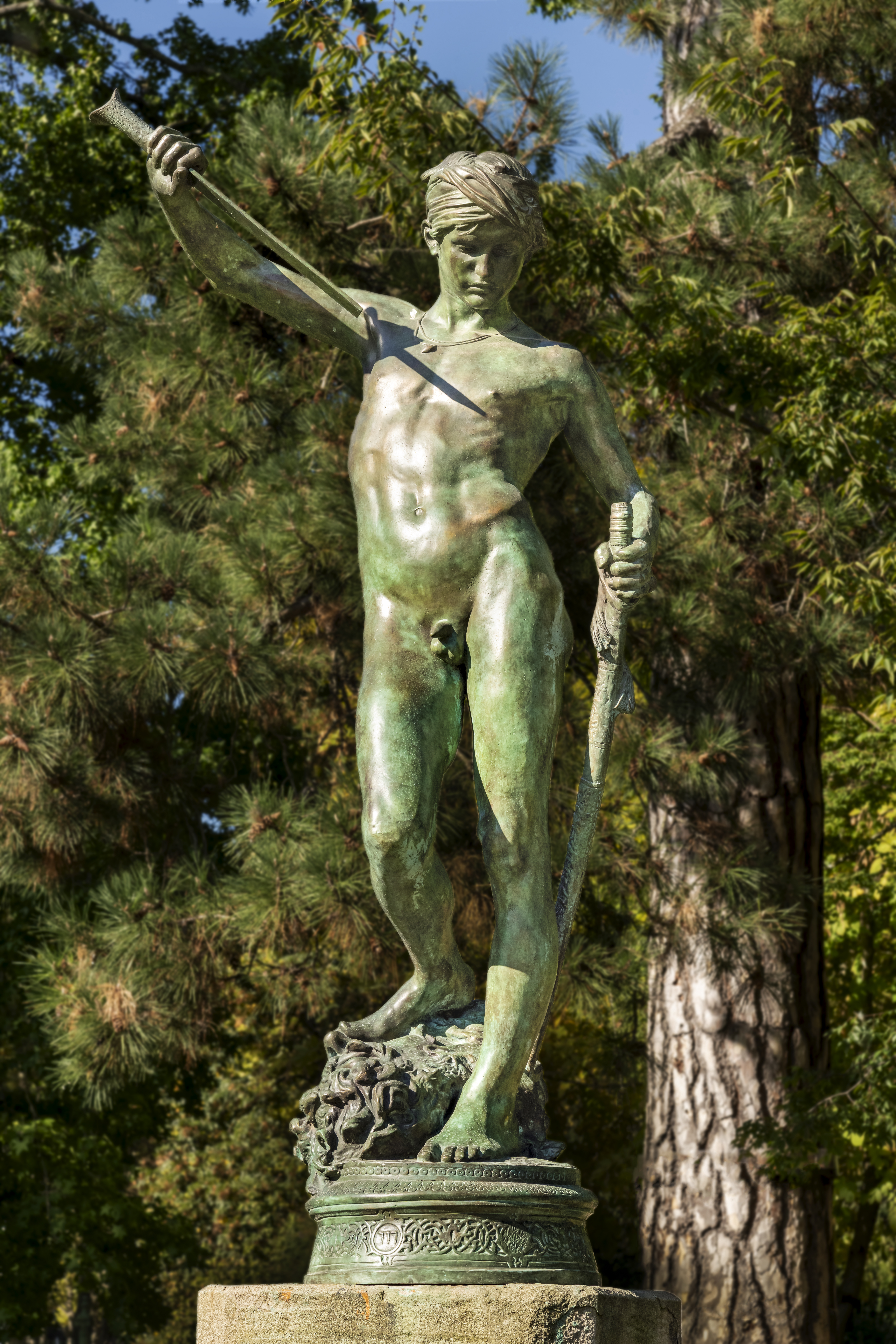
Antonin Mercié: David vainqueur de Goliath, 1871. Le Grand Rond, Toulouse

Antonin Mercié war ein ebenso produktiver wie bei Publikum und Mäzenen beliebter und gefragter Monumentalbildhauer. Er schuf architektonische Dekorationen wie das Genie der Künste (um 1877, Bronzerelief; Fassade des Palais du Louvre, Paris) und Fame, die kolossale vergoldete Bronzefigur für die Kuppel des Palais du Trocadéro, ebenfalls Paris (1878). Er schmückte die Gräber einiger der bedeutendsten Persönlichkeiten seines Jahrhunderts: des Historikers Jules Michelet, des Staatspräsidenten und Historikers Adolphe Thiers (um 1879 und um 1891, beide Friedhof Père-Lachaise, Paris) sowie von Louis-Philippe und seiner Frau Marie-Amélie und zwei ihrer Söhne (Chapelle Royale, Dreux). Antonin Mercié schuf berühmte Kriegerdenkmäler, insbesondere sein Quand Même! (eingeweiht 1884, Place d'Armes, Belfort) und die Bronzegruppe zur Erinnerung an die Verteidigung von Châteaudun (eingeweiht 1897, Promenade du Mail, Châteaudun) sowie zahlreiche Porträtstatuen zeitgenössischer Politiker (insbesondere von Jules Ferry, Saint-Dié, Vogesen) und in seinem Geburtsort Domrémy ein Denkmal für Jeanne d’Arc vor ihrem Haus.
Sein Werk variiert stilistisch über die Jahrzehnte nur wenig und verleiht seinen modernen Figurentypen die Eleganz und Lebendigkeit der florentinischen Renaissanceplastik. Seine oft empfindsame Auffassung wurde vom Publikum, den Behörden und vielen Kritikern im ganzen Land geschätzt. Seine gefeierten Monumentalwerke eigneten sich auch für die serielle Kleinserienproduktion, wobei ihre neoflorentinische Anmut oft durch kostbare Patinierungen und Sockel veredelt wurde. Viele von ihnen wurden kurz nach ihrem Erscheinen vervielfältigt, waren sehr begehrt und sind noch heute in großer Zahl auf dem Markt.